# Lipica Dolna (gmina)
Lipica Dolna – dawna gmina wiejska w powiecie rohatyńskim województwa stanisławowskiego II Rzeczypospolitej. Siedzibą gminy była Lipica Dolna.
Gminę utworzono 1 sierpnia 1934 r. w ramach reformy na podstawie ustawy scaleniowej z dotychczasowych gmin wiejskich: Honoratówka, Lipica Dolna, Lipica Górna, Łopuszna, Sarnki Górne i Świstelniki.
Po II wojnie światowej obszar gminy znalazł się w ZSRR.